# Uwe Walter
Uwe Walter (* 23. Oktober 1962 in Rotenburg an der Fulda) ist ein deutscher Althistoriker und Professor an der Universität Bielefeld.

## Leben
Uwe Walter studierte ab 1983 Geschichte, Latein und Griechisch in Göttingen und Erlangen. Bei Michael Stahl wurde er im Herbst 1992 in Göttingen mit einer Arbeit zum Bürgerrecht im archaischen Griechenland promoviert. Anschließend absolvierte er ein Lehramtsreferendariat und war bis 1997 im Schuldienst tätig. In diesem Jahr wurde er als Studienrat im Hochschuldienst an die Abteilung Alte Geschichte des Instituts für Altertumskunde der Universität zu Köln abgeordnet. 2001 erhielt er ein Forschungsstipendium der Gerda Henkel Stiftung und habilitierte sich 2003 in Köln mit einer Arbeit zur Geschichtskultur der römischen Republik. 2004 wurde er als Professor für Allgemeine Geschichte unter besonderer Berücksichtigung der Alten Geschichte an die Universität Bielefeld berufen. Rufe an die Universität Mainz (2009) und die Universität Göttingen (2010) lehnte er ab.
Walter beschäftigt sich schwerpunktmäßig mit der griechischen Geschichte in archaischer und klassischer Zeit, der römischen Republik, der antiken Geschichtsschreibung sowie der Wissenschaftsgeschichte. Er ist Mitherausgeber der renommierten Historischen Zeitschrift. Von 2009 bis 2012 führte er für die Frankfurter Allgemeine Zeitung zudem das Blog „Antike und Abendland“. Für 2025 wurde ihm der Karl-Christ-Preis zugesprochen.
Walter blieb immer auch der Schule verbunden. Er arbeitet im Verband der Geschichtslehrer Deutschlands und an diversen Schulbüchern mit und ist Redakteur der Verbandszeitschrift geschichte für heute.

## Schriften (Auswahl)
Monographien
- An der Polis teilhaben. Bürgerstaat und Zugehörigkeit im Archaischen Griechenland (= Historia. Einzelschriften. Band 82). Steiner, Stuttgart 1993, ISBN 3-515-06370-6.
- Abitur-Wissen Geschichte: Die Antike. Stark, Freising 2000, 2. Auflage 2004, ISBN 3-89449-420-4.
- mit Mischa Meier, Barbara Patzek und Josef Wiesehöfer: Deiokes, König der Meder. Eine Herodot-Episode in ihren Kontexten (= Oriens et Occidens. Band 7). Franz Steiner, Stuttgart 2004, ISBN 3-515-08585-8.
- Memoria und res publica. Zur Geschichtskultur der römischen Republik. Verlag Antike, Frankfurt 2004, ISBN 3-938032-00-6.
- mit Markus Sehlmeyer: Unberührt von jedem Umbruch? Der Althistoriker Ernst Hohl zwischen Kaiserreich und früher DDR. Verlag Antike, Frankfurt am Main 2005, ISBN 3-938032-08-1.
- Politische Ordnung in der Römischen Republik. Oldenbourg, Berlin/Boston 2017, ISBN 978-3-486-59696-0.
- mit Raimund Schulz: Griechische Geschichte ca. 800–322 v. Chr. 2 Bände. De Gruyter, Berlin/Boston 2022.
- Hellas und das große Ganze. Die alten Griechen in „Weltgeschichten“ zwischen Geschichtswissenschaft, Buchverlagen und historischer Bildung (= Studien zur alten Geschichte. Band 36). Verlag Antike, Göttingen 2023, ISBN 978-3-949189-72-2.

Herausgeberschaften
- (mit Kommentar): M. Valerius Martialis Epigramme. Schöningh, Paderborn 1996, ISBN 3-8252-1954-2.
- (mit Kommentar) (mit Hans Beck): Die frühen römischen Historiker. 2 Bände, WBG, Darmstadt 2001–2004.
- mit Ulrich Eigler, Ulrich Gotter und Nino Luraghi: Formen römischer Geschichtsschreibung von den Anfängen bis Livius. WBG, Darmstadt 2003.
- Gesetzgebung und politische Kultur in der römischen Republik (= Studien zur Alten Geschichte. Band 20). Verlag Antike, Heidelberg 2014.[1]

Übersetzung
- Kathryn Lomas: Der Aufstieg Roms: Von Romulus bis Pyrrhus, übers. von Uwe Walter, Klett-Cotta, Stuttgart 2019, ISBN 978-3-608-96433-2.